# Der fantastische Mr. Fox
Der fantastische Mr. Fox (Originaltitel: Fantastic Mr Fox) ist ein Kinderbuch des britischen Schriftstellers Roald Dahl, das 1970 erschienen ist. Es handelt von drei Bauern, die mit zunehmend überzogenen Mitteln einen Fuchs jagen, der stets raffinierter ist als sie.
Die erste deutsche Übersetzung von Charles Schüddekopf erschien 1979. 2009 erschien eine gleichnamige Verfilmung von Wes Anderson.

## Handlung
Mr. Fox lebt mit seiner Frau und vier Kindern in der Nähe der Höfe der Bauern Boggis, Bunce und Bean, aus deren Ställen er regelmäßig Geflügel stiehlt. Eines Tages beschließen die Bauern, dem Diebstahl ein Ende zu setzen, indem sie den Fuchs erschießen. Mr. Fox entkommt ihnen jedoch immer wieder. Selbst als sie ihm direkt vor seinem Bau auflauern, treffen sie nur seinen Schwanz, während Mr. Fox überlebt. Die Bauern beschließen daraufhin, den Fuchsbau zu zerstören. Sie beginnen, ihn mit Spaten auszugraben; die Fuchsfamilie, die aus dem Schlaf gerissen wird, beginnt ebenfalls zu graben und ist schneller als die Bauern. Daraufhin fahren die Bauern Bagger auf, doch auch dadurch können sie die Füchse nicht einholen. Sie beschließen deshalb, das Gebiet großflächig zu belagern, um die Füchse auszuhungern. Die Füchse graben, bis sie erschöpft sind, und versuchen dann, sich neu einzurichten. Besonders die Kinder leiden aber bald am Mangel an Nahrung, bis Mr. Fox die rettende Idee kommt: während die Bauern über dem Fuchsbau zelten, bricht Mr. Fox mit seinen Kindern von unten in die Ställe und Keller der Bauern Boggis, Bunce and Bean ein und stiehlt Teile ihrer besten Vorräte. Unterwegs treffen sie die befreundete Dachsfamilie, die ebenfalls unter der Belagerung zu leiden hat. Mr. Fox lädt die Familien Dachs, Hase und Wiesel zu einem Festmahl ein. In einer Ansprache preist er die Gemeinschaft der Tiere, die den Menschen an Schlauheit überlegen sind, und verkündet, dass sie alle durch die neu entdeckten Versorgungsquellen nun dauerhaft unterirdisch leben können, wie sie es sowieso am liebsten tun. Während die Tiere feiern, warten Boggis, Bunce and Bean noch immer vergeblich auf das Auftauchen des Fuchses.

## Ausgaben
Die Erstausgabe erschien im Vereinigten Königreich bei George Allen & Unwin und in den USA bei Alfred A. Knopf, Inc. Die erste Ausgabe illustrierte Donald Chaffin, die erste Taschenbuchausgabe, die 1974 im Penguin-Verlag erschien, illustrierte Jill Bennett. Die bekannten Illustrationen von Quentin Blake erschienen erstmals in einer Ausgabe von 1996.
Die erste deutsche Ausgabe erschien 1979 im Rowohlt Verlag in einer Übersetzung von Charles Schüddekopf mit Illustrationen von Irmtraut Teltau (ISBN 3-498-01232-0). Mittlerweile sind zahlreiche weitere Auflagen erschienen, darunter eine Taschenbuchausgabe mit den Illustrationen von Quentin Blake (ISBN 978-3-499-21411-0).

### Hörbücher
In englischer Sprache erschienen zwei Hörbuchfassungen: eine gelesen von Roald Dahl selbst (erstmals erschienen 1978, 2009 neu aufgelegt als CD von HarperCollins, ISBN 0-06-053627-6) und eine weitere gelesen von Martin Jarvis (erschienen bei Puffin 2007, ISBN 978-0-14-180787-4).
Eine deutsche Lesung von Christian Berkel erschien im 2010 im Hörverlag (ISBN 978-3-86717-432-9).

## Adaptionen

### Film
2009 erschien ein Stop-Motion-Animationsfilm von Wes Anderson mit dem deutschen Titel Der Fantastische Mr. Fox. Im Englischen spricht George Clooney die Hauptfigur Mr. Fox.

### Musik
Die Oper Fantastic Mr. Fox mit Musik von Tobias Picker und einem Libretto von Donald Sturrock wurde am 9. Dezember 1998 von der Los Angeles Opera im Dorothy Chandler Pavilion uraufgeführt.